# Franciszek Niewęgłowski
Franciszek Niewęgłowski herbu Jastrzębiec – wojski mniejszy stężycki w latach 1784–1793, komornik graniczny stężycki.
Był komisarzem Sejmu Czteroletniego z ziemi stężyckiej województwa sandomierskiego do szacowania intrat dóbr ziemskich w 1789 roku.